# 長崎市立尾戸小学校
長崎市立尾戸小学校（ながさきしりつ おどしょうがっこう、Nagasaki City Odo Elementary School）は、長崎県長崎市琴海尾戸町にあった公立小学校。略称は「尾戸小」（おどしょう）。
2018年（平成30年）3月末に閉校し、長崎市立長浦小学校に統合された。

## 概要
歴史
1874年（明治7年）に開校した「尾戸小学校」を前身とする。2009年（平成21年）に創立135周年を迎えた。
学校教育目標
「わかる・みとめる・ちょうせんする」
校章
サツマイモの花弁をモチーフにしており、中央に「小」の文字を置いている。
校歌
作詞は田中龍男、作曲は富永博による。歌詞は3番まであり、各番に校名の「尾戸小学校」が登場する。
校区
琴海大平町（1~523番地）、琴海尾戸町
長崎市立琴海中学校校区

## 沿革
- 1874年（明治7年）9月 - 学制に基づき、「尾戸小学校」が開校。 
  - その後「簡易尾戸小学校」・「尋常尾戸小学校」・「尾戸尋常小学校」（尋常科4年）に改称。
- 1896年（明治29年）- 高等科（2ヶ年）を併置し、「尾戸尋常高等小学校」に改称（尋常科4年・高等科2年）。
- 1909年（明治42年）3月 - 義務教育期間が尋常科4年から6年に延長されたことにより、高等科を廃止し、「尾戸尋常小学校」（再）に改称（尋常6ヶ年）。
  - 高等科1年を尋常科5年、高等科2年を尋常科6年に振り替えたため。
- 1922年（大正11年）3月 -「長浦尋常高等小学校尾戸分教場」と改称。
- 1941年（昭和16年）4月1日 - 国民学校令により、「長浦村国民学校尾戸分教場」と改称。
- 1947年（昭和22年）
  - 4月1日 - 学制改革（六・三制の実施）により、長浦小学校より分離し、「長浦村立尾戸小学校」として独立。
  - 5月14日 - 開校式を挙行。
- 1959年（昭和34年）1月15日 - 長浦村と村松村が合併し、琴海村が発足したことにより、「琴海村立尾戸小学校」と改称。
- 1964年（昭和39年）3月 - 創立90周年を記念して校歌と校章を制定。
- 1968年（昭和43年）9月 - 完全給食を開始。
- 1969年（昭和44年）1月1日 - 琴海村の町制施行により「琴海町立尾戸小学校」と改称。
- 1974年（昭和49年）9月 - 創立100周年記念式典を挙行。
- 1980年（昭和60年）3月 - 新校舎が完成。
- 2002年（平成14年）4月 - 複式学級を設置。
- 2003年（平成15年）7月 - 海の家研修施設が完成。
- 2005年（平成17年）11月 - 海の家にシーカヤック艇庫が完成。
- 2006年（平成18年）1月4日 - 琴海町が長崎市に編入したことにより、「長崎市立尾戸小学校」（現校名）に改称。
- 2011年（平成23年）1月 - 図書のデータベース化を完了。
- 2018年（平成30年）3月31日 - 長崎市立長浦小学校への統合のため、閉校。

## アクセス
最寄りのバス停
- 長崎自動車（長崎バス）「梅倉」

## 周辺
- ペニンシュラオーナーズゴルフクラブ

## 関連事項
- 長崎県小学校の廃校一覧